# Однажды в России
«Одного разу в Росії» (рос. Однажды в России) — російське гумористичне телевізійне шоу на телеканалі ТНТ (з 2014 року). Виробництвом проекту займається компанія Comedy Club Production.

## Історія
Прем'єра шоу «Одного разу в Росії» відбулася 28 вересня 2014 року на телеканалі ТНТ. Його творцем виступив продюсер компанії Comedy Club Production В'ячеслав Дусмухаметов. Креативним продюсером проекту і за сумісництвом його учасником є також Давид Цаллаєв.
Проект знімається у форматі телеспектаклю з залом, сценою і лаштунками. Весь реквізит, починаючи від їжі і закінчуючи лісовими деревами, справжній, а декорації відтворені максимально реалістично, що забезпечує і глядачам, і акторам повне занурення в атмосферу кімнати.
У багатьох скетчах актори використовують свої справжні імена, а іноді і прізвища.

## Специфіка
Тривалість одного скетчу — 10 хвилин. Починаючи з третього сезону, кожен випуск складається з 6 номерів та однієї пісні на злобу дня у виконанні Азамата Мусагалієва і В'ячеслава Макарова. Багато з них згодом стають хітами і користуються великою популярністю в мережі. Так, ролик на композицію «…. ты ноешь» зібрав більше 7 мільйонів переглядів на YouTube.

## Сезони
1. Перший сезон: 28 вересня 2014 року (18 випусків)                                                  8. Восьмий сезон: 14 лютого 2021 року (22 випуска)
2. Другий сезон: 29 березня 2015 року (26 випусків)                                                    9. Дев'ятий сезон: 15 квітня 2022 року (28 випусків)
3. Третій сезон: 17 квітня 2016 року (31 випуск)                                                          10. Десятий сезон: 14 квітня 2023 року (перерва в показі з 19.06.2023)
4. Четвертий сезон: 19 березня 2017 року (31 випуск)
5. П'ятий сезон: 28 лютого 2018 року (34 випуски)
6. Шостий сезон: 27 березня 2019 року (26 випусків)
7. Сьомий сезон: 25 березня 2020 року (22 випуска)

## Акторський склад

### Діючі учасники
| Ім'я                | Команда КВН                                | Участь у шоу |
| ------------------- | ------------------------------------------ | ------------ |
| Азамат Мусагалієв   | «Збірна Камизякського краю»                | з 2014 року  |
| Ольга Картункова    | «Город ПятигорскЪ»                         | з 2014 року  |
| Давид Цаллаєв       | «Піраміда»                                 | з 2014 року  |
| Заурбек Байцаєв     | «Піраміда»                                 | з 2014 року  |
| Катерина Моргунова  | «Город ПятигорскЪ»                         | з 2014 року  |
| Олександр Пташенчук | «Дежавю»                                   | з 2014 року  |
| Денис Дорохов       | «Збірна Камизякського краю»                | з 2014 року  |
| Максим Кисельов     | «Тріод і Діод»                             | з 2014 року  |
| Михайло Стогнієнко  | «Погана компанія»                          | з 2016 року  |
| Тимур Баб*як        | «Детективне агентство „Місячне світло“»    | з 2016 року  |
| Валерій Равдин      | «Погана компанія»                          | з 2018 року  |
| Яна Кошкіна         | —                                          | з 2018 року  |
| Даніяр Джумаділов   | "Казахи", "Спарта"                         | з 2021 року  |
| Микита Андрієнко    | "Збірна КубГАУ", "Збірна міста Краснодара" | з 2022 року  |
| Іван Брагін         | «Так-то»                                   | з 2022 року  |
| Катерина Вялікова   | "Станція Динамо"                           | з 2022 року  |
| Сергій Суєтов       | "Збірна КубГАУ", "Збірна міста Краснодара" | з 2023 року  |
| Артем Волевачев     | —                                          | з 2023 року  |
| Данило Сологуб      | —                                          | з 2023 року  |

### Колишні учасники
| Ім'я               | Команда КВН                                                     | Участь у шоу       |
| ------------------ | --------------------------------------------------------------- | ------------------ |
| Вадим Галигін      | «БГУ», «Збірна 21-го століття», «Збірна СРСР», «Бувало й Гірше» | 2014 рік (ведучий) |
| Ірина Чеснокова    | «Факультет журналістики»                                        | з 2014 по 2016 рік |
| Ігор Ласточкін     | «Збірна Дніпропетровська»                                       | з 2014 по 2017 рік |
| В'ячеслав Макаров  | «Збірна Камизякського краю»                                     | з 2016 по 2018 рік |
| Карина Звєрєва     | —                                                               | з 2016 по 2017 рік |
| Тимур Танія        | «Нарти з Абхазії»                                               | з 2014 по 2019 рік |
| Юлія Топольницька  | —                                                               | з 2017 по 2018 рік |
| Ганна Деконська    | «Без консервантів», «Актори»                                    | з 2018 по 2020 рік |
| Тамбі Масаєв       | «Лєна Кука»                                                     | з 2019 по 2021 рік |
| Рустам Саїдахмедов | «Лєна Кука»                                                     | з 2019 по 2021 рік |
| Ілля Макаров       | «Макар та Олександр Володимирович»                              | з 2020 по 2022 рік |